# Любовь с привилегиями
«Любовь с привилегиями» (двухсерийная телеверсия называется «Городские подробности») — советский художественный фильм 1989 года, драма.
Премьера состоялась 1 ноября 1990 года.

## Сюжет
Действие фильма происходит в 1989 году. Будучи на отдыхе в закрытом санатории, высокопоставленный пенсионер, бывший первый заместитель Председателя Совета министров СССР Константин Гаврилович Кожемякин (Вячеслав Тихонов), представитель партийной верхушки СССР, знакомится с Ириной (Любовь Полищук), женщиной гораздо моложе его, рядовой сотрудницей этого санатория. Между красивой, непосредственной и доброй Ириной и поглощенным сознанием своей значимости Кожемякиным возникает неожиданный для обеих сторон роман, представитель партийной номенклатуры делает Ирине предложение, увозит её с собой в Москву и женится на ней. Ирина попадает в круг советской элиты. Кожемякин как бы не замечает, что она «из другого круга», ведёт себя с ней на равных. У Ирины появляется доступ к закрытым ателье, личный автомобиль, доступ в лучшие дома Москвы... 
Но всё свое свободное время Ирина наводит справки об обстоятельствах ареста и осуждения своего отца, который после войны, в 1952 году, был репрессирован и расстрелян (члены его семьи за это были высланы в Воркуту, где вскоре умерла и мать). С трудом она находит свой двор, знакомится с женщиной, чья семья въехала в их квартиру... Через соседа Кожемякина по даче, генерала КГБ Николая Петровича (Олег Табаков), она пытается получить доступ к делу отца. Вскоре Николай Петрович приходит к самому Кожемякину и приносит дело: в числе документов, содержащихся в нём, имеется письмо сотрудников министерства, в котором работал отец Ирины, типичный для сталинских времен акт «коллективного осуждения». Среди подписей многочисленных сотрудников стоит подпись молодого Кожемякина. Константин Гаврилович не считает нужным прятаться и не возражает, чтобы Ирина получила доступ к делу. После ознакомления Ирины с материалами уголовного дела, между супругами возникает непреодолимая напряжённость. Константин Гаврилович не считает свой поступок проступком, он даже не помнит отца Ирины, он подписал письмо потому что не мог не подписать, как и любой, кто хотел делать карьеру и продвигаться по служебной лестнице. Ирина же не считает возможным продолжать связывать свою жизнь с человеком, причастным пусть и очень косвенно к гибели её отца, и уходит от Кожемякина. Стараясь загладить возникшую ситуацию, Кожемякин пытается «выбить» для жены квартиру (взамен утраченной при высылке). Ему удаётся добыть для Ирины однокомнатную квартиру в Новокосино. Ирина переезжает туда вместе с семьёй дочери, однако это даёт повод Кожемякину считать свой жест как бы оправданием тому, давнишнему, поступку. Он приезжает к Ирине, предлагает переписать квартиру на семью дочери и просит её вернуться к нему. Ирина отвергает предложение Кожемякина и просит его уйти. В финале, тем не менее, он остаётся со своим убеждением, что не совершил ничего плохого, напротив — законно вошёл в число номенклатуры и получил свои привилегии.
В фильме целиком используются песни Александра Розенбаума («Вальс-Бостон») и Александра Галича («Старательский вальсок»), о чем в титрах к фильму ничего не указывается. На мелодию «Вальс-Бостон» Розенбаума композитор фильма написал отдельную тему для первой серии.

## В ролях
- Любовь Полищук — Ирина Васильевна Николаева
- Вячеслав Тихонов — Константин Гаврилович Кожемякин
- Олег Табаков — Николай Петрович, генерал КГБ
- Лидия Федосеева-Шукшина — Мария Спиридоновна
- Пётр Щербаков — зампредседателя Моссовета
- Игорь Волков — Борис (озвучивает Сергей Гармаш)
- Александр Феклистов — Лев Петрович, отстраненный лечащий врач Кожемякина
- Людмила Корюшкина — Катя, повар в санатории (в титрах Людмила Ильяшевская)
- Светлана Жгун — отдыхающая-скандалистка, передовик производства (озвучивает Татьяна Кравченко)
- Ирина Гордина — Нюра, дочь Ирины
- Владимир Гуркало — Игорь, зять Ирины
- Юрий Саранцев — Николай Евгеньевич Кондаков, новый врач Кожемякина
- Лев Бутенин — директор санатория
- Николай Дупак — председатель Совета министров СССР
- Александра Назарова — Антонина Петровна, домоправительница
- Юрате Онайтите[лит.] — Маргарита Павловна Красикова
- Александр Балуев — Кожемякин-младший
- Алика Смехова — официантка в санатории
- Анатолий Ведёнкин — Василий, водитель Кожемякина

## Съёмочная группа
- Автор сценария: Эмиль Брагинский, Валентин Черных
- Режиссёр: Владимир Кучинский
- Оператор: Феликс Кефчиян
- Композитор: Алемдар Караманов
- Художник: Геннадий Бабуров

Фильм снимался в Симферополе, Форосе и Москве.

## Награды
- 1990 год — Любовь Полищук стала лауреатом приза кинофестиваля в Сан-Франциско в номинации «Лучшая актриса» за фильм «Городские подробности»[1].